# Rio Open 2016 - Doppio maschile
Martin Kližan e Philipp Oswald erano i detentori del titolo ma Kližan ha deciso di non prendere parte alla competizione. Oswald ha fatto coppia con Guillermo Durán ma i due sono stati sconfitti al primo turno da Rogério Dutra da Silva e João Souza.
Juan Sebastián Cabal e Robert Farah hanno conquistato il titolo superando in finale Pablo Carreño Busta e David Marrero per 7–6(5), 6–1.

## Teste di serie
1. Marcelo Melo /  Bruno Soares (semifinale)
2. Juan Sebastián Cabal /  Robert Farah (campioni)

1. Pablo Cuevas /  Fabio Fognini (ritirati)
2. Nicholas Monroe /  Jack Sock (primo turno, ritirati)

## Wildcard
1. Rogério Dutra da Silva /  João Souza (quarti di finale)

1. Fabiano de Paula /  Orlando Luz (primo turno)

## Qualificati
1. Pablo Carreño Busta /  David Marrero (finale)

### Lucky Loser
1. Guillermo Durán /  Philipp Oswald (primo turno)

## Tabellone

### Legenda
| - Q = Qualificato - WC = Wild card - LL = Lucky loser | - ALT = Alternate - SE = Special Exempt - PR = Protected Ranking | - w/o = Walkover - r = Ritirato - d = Squalificato |

| Primo turno | Primo turno                     | Primo turno | Primo turno | Primo turno | Primo turno | Primo turno |  |  | Quarti di finale | Quarti di finale          | Quarti di finale | Quarti di finale | Quarti di finale | Quarti di finale | Quarti di finale |  |  | Semifinale | Semifinale                | Semifinale | Semifinale | Semifinale | Semifinale | Semifinale |  |  | Finale | Finale                    | Finale | Finale | Finale | Finale | Finale |
|             |                                 |             |             |             |             |             |  |  |                  |                           |                  |                  |                  |                  |                  |  |  |            |                           |            |            |            |            |            |  |  |        |                           |        |        |        |        |        |
| 1           | M Melo B Soares                 | 6           | 6           |             |             |             |  |  |                  |                           |                  |                  |                  |                  |                  |  |  |            |                           |            |            |            |            |            |  |  |        |                           |        |        |        |        |        |
| WC          | F de Paula O Luz                | 2           | 3           |             |             |             |  |  | 1                | M Melo B Soares           | 6                | 6                |                  |                  |                  |  |  |            |                           |            |            |            |            |            |  |  |        |                           |        |        |        |        |        |
|             | D Lajović D Thiem               | 7           | 7           |             |             |             |  |  |                  | D Lajović D Thiem         | 3                | 4                |                  |                  |                  |  |  |            |                           |            |            |            |            |            |  |  |        |                           |        |        |        |        |        |
|             | A Dolhopolov D Muñoz de la Nava | 5           | 5           |             |             |             |  |  |                  |                           |                  |                  |                  |                  |                  |  |  | 1          | M Melo B Soares           | 2          | 6          | [7]        |            |            |  |  |        |                           |        |        |        |        |        |
| LL          | G Durán P Oswald                | 2           | 7           | [8]         |             |             |  |  |                  |                           |                  |                  |                  |                  |                  |  |  | Q          | P Carreño Busta D Marrero | 6          | 3          | [10]       |            |            |  |  |        |                           |        |        |        |        |        |
| WC          | R Dutra da Silva J Souza        | 6           | 63          | [10]        |             |             |  |  | WC               | R Dutra da Silva J Souza  | 4                | 5                |                  |                  |                  |  |  |            |                           |            |            |            |            |            |  |  |        |                           |        |        |        |        |        |
|             | P Petzschner A Peya             | 3           | 6           | [9]         |             |             |  |  | Q                | P Carreño Busta D Marrero | 6                | 7                |                  |                  |                  |  |  |            |                           |            |            |            |            |            |  |  |        |                           |        |        |        |        |        |
| Q           | P Carreño Busta D Marrero       | 6           | 3           | [11]        |             |             |  |  |                  |                           |                  |                  |                  |                  |                  |  |  |            |                           |            |            |            |            |            |  |  | Q      | P Carreño Busta D Marrero | 65     | 1      |        |        |        |
|             | A Bedene A Ramos                | 7           | 64          | [4]         |             |             |  |  |                  |                           |                  |                  |                  |                  |                  |  |  |            |                           |            |            |            |            |            |  |  | 2      | JS Cabal R Farah          | 7      | 6      |        |        |        |
|             | T Bellucci M Demoliner          | 6           | 7           | [10]        |             |             |  |  |                  | T Bellucci M Demoliner    | 7                | 6                |                  |                  |                  |  |  |            |                           |            |            |            |            |            |  |  |        |                           |        |        |        |        |        |
|             | P-H Mathieu J-W Tsonga          | 4           | 0           |             |             |             |  |  |                  | P-H Mathieu J-W Tsonga    | 5                | 2                |                  |                  |                  |  |  |            |                           |            |            |            |            |            |  |  |        |                           |        |        |        |        |        |
| 4           | N Monroe J Sock                 | 6           | 3r          |             |             |             |  |  |                  |                           |                  |                  |                  |                  |                  |  |  |            | T Bellucci M Demoliner    | 4          | 4          |            |            |            |  |  |        |                           |        |        |        |        |        |
|             | F Delbonis P Lorenzi            | 6           | 6           |             |             |             |  |  |                  |                           |                  |                  |                  |                  |                  |  |  | 2          | JS Cabal R Farah          | 6          | 6          |            |            |            |  |  |        |                           |        |        |        |        |        |
|             | M González A Sá                 | 4           | 4           |             |             |             |  |  |                  | F Delbonis P Lorenzi      | 2                | 6                | [10]             |                  |                  |  |  |            |                           |            |            |            |            |            |  |  |        |                           |        |        |        |        |        |
|             | M Daniell A Sitak               | 2           | 2           |             |             |             |  |  | 2                | JS Cabal R Farah          | 6                | 1                | [12]             |                  |                  |  |  |            |                           |            |            |            |            |            |  |  |        |                           |        |        |        |        |        |
| 2           | JS Cabal R Farah                | 6           | 6           |             |             |             |  |  |                  |                           |                  |                  |                  |                  |                  |  |  |            |                           |            |            |            |            |            |  |  |        |                           |        |        |        |        |        |

## Qualificazione

### Teste di serie
1. Guillermo Durán /  Philipp Oswald (ultimo turno, Lucky losers)

1. Pablo Carreño Busta /  David Marrero (qualificati)

### Qualificati
1. Pablo Carreño Busta /  David Marrero

#### Lucky Loser
1. Guillermo Durán /  Philipp Oswald

### Tabellone qualificazioni
|  | Primo turno | Primo turno                        | Primo turno                        | Primo turno | Primo turno |  |  | Ultimo turno | Ultimo turno                      | Ultimo turno | Ultimo turno | Ultimo turno |  |
|  |             |                                    |                                    |             |             |  |  |              |                                   |              |              |              |  |
|  | 1           | Guillermo Durán Philipp Oswald     | Guillermo Durán Philipp Oswald     | 7           | 6           |  |  |              |                                   |              |              |              |  |
|  | WC          | Guilherme Clezar André Ghem        | Guilherme Clezar André Ghem        | 63          | 4           |  |  | 1            | Guillermo Durán Philipp Oswald    | 4            | 6            | [6]          |  |
|  |             | Pablo Andújar Daniel Gimeno Traver | Pablo Andújar Daniel Gimeno Traver | 0           | 64          |  |  | 2            | Pablo Carreño Busta David Marrero | 6            | 3            | [10]         |  |
|  | 2           | Pablo Carreño Busta David Marrero  | Pablo Carreño Busta David Marrero  | 6           | 7           |  |  |              |                                   |              |              |              |  |